# Jaroslav van Opole
Jaroslav van Opole (na 1143 - 22 maart 1201) was van 1173 tot 1201 hertog van Opole en van 1198 tot 1201 bisschop van Wrocław (Breslau).

## Levensloop
Hij was de zoon van hertog Bolesław I de Dunne van Silezië en prinses Zvenislava van het Kievse Rijk. 
Het is niet bekend of Jaroslav in Silezië geboren werd of in ballingschap in Altenburg. In ieder geval bracht hij zijn kindertijd door aan het hof van keizer Frederik I Barbarossa. Nadat zijn vader en zijn oom Mieszko in 1163 het hertogdom Silezië hadden gekregen, keerde Jaroslav met de rest van de familie terug naar Polen. Het was vanaf die periode dat de invloed van Jaroslav op politiek vlak belangrijker werd. Toen zijn vader hertrouwde, veranderde de situatie van Jaroslav echter. Zijn stiefmoeder intrigeerde namelijk tegen hem en zijn vader Bolesław begon zijn kinderen uit zijn tweede huwelijk te bevoordelen. Jaroslav werd gedwongen om in de geestelijke stand te stappen en Bolesław besloot om enkel de zonen uit zijn tweede huwelijk als erfgenamen te benoemen.
Jaroslav was daar niet tevreden mee en begon samen met zijn oom Mieszko te intrigeren tegen zijn vader. In 1172 brak er een burgeroorlog uit, waarna Bolesław naar Erfurt verbannen werd. Uiteindelijk besloot keizer Frederik I Barbarossa zich te moeien. Hij kon ervoor zorgen dat Bolesław hertog van Silezië mocht blijven, maar op voorwaarde dat Jaroslav het hertogdom Opole en Mieszko het hertogdom Racibórz kreeg.
In 1195 steunde Jaroslav Mieszko III, die van 1173 tot 1177 groothertog van Polen was geweest, maar afgezet werd, in zijn strijd tegen zijn neven Leszek en Koenraad om de Poolse troon. In 1198 besloot Jaroslav dan toch om geestelijke te worden, waarna hij verkozen werd tot bisschop van Wrocław. Jaroslav stierf in maart 1201, waarna zijn vader Bolesław terug het hertogdom Opole in handen kreeg.
- Gemeinsame Normdatei: 136270425
- Virtual International Authority File: 80644207